# Litauische Seefahrthochschule

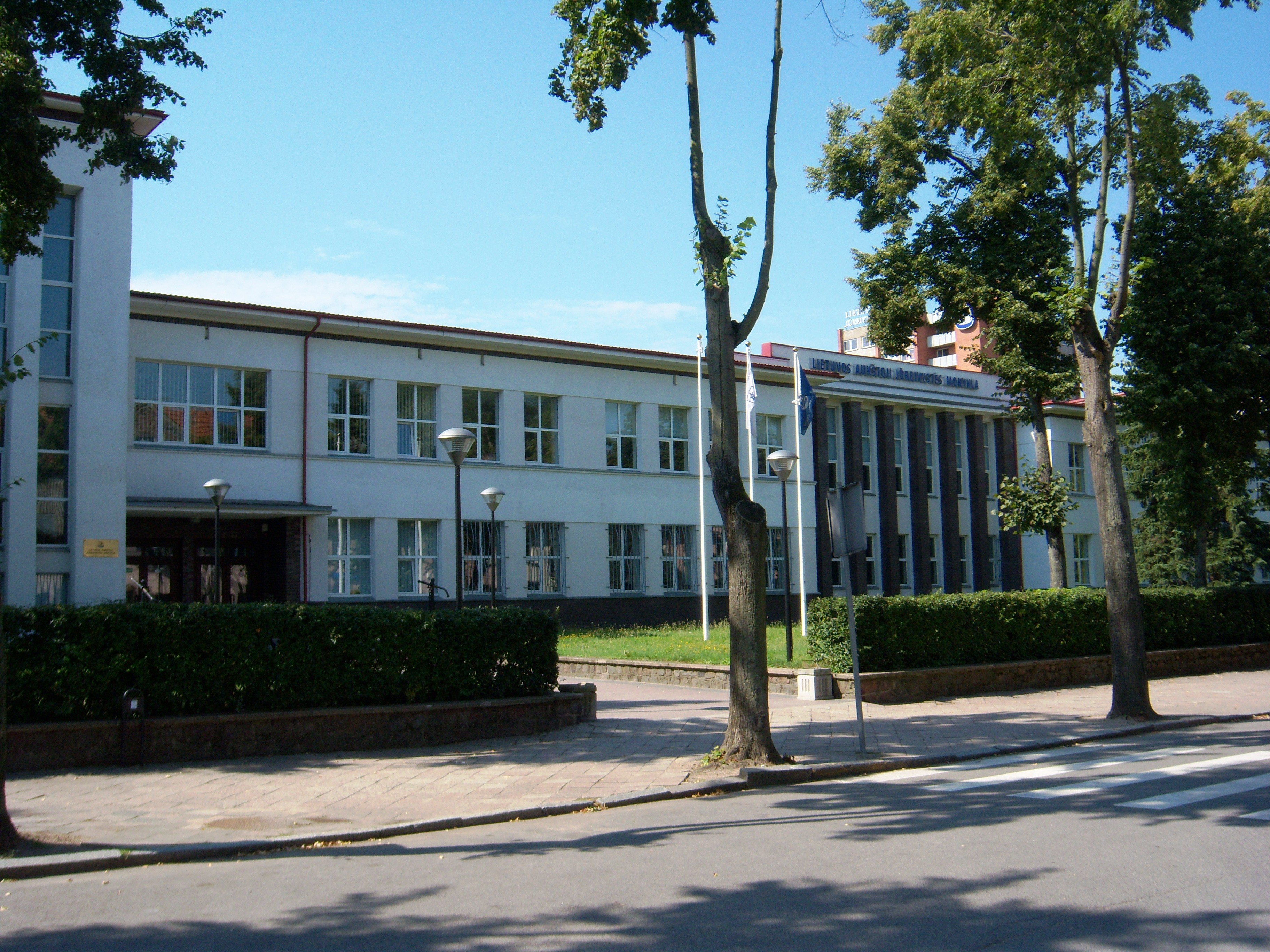
Gebäude

Die Seefahrthochschule Litauens (lit. Lietuvos aukštoji jūreivystės mokykla, LAJM) ist eine staatliche Hochschule (Seefahrtschule) in Klaipėda, der drittgrößten Stadt Litauens. Absolventen schließen als Bachelor ab. Das Studium dauert drei bis vier Jahre. Die Absolventen sind zu Masterstudiengängen an der Vytautas-Magnus-Universität Kaunas und der Mykolas-Romer-Universität in Litauen sowie an der Seefahrt-Akademie Stettin (Akademia Morska w Szczecinie) in Polen berechtigt.

## Geschichte
Im April 1948 wurde die Seefahrtschule Klaipėda (Klaipėdos jūreivystės mokykla) gegründet. Die Ausbildung war streng organisiert, die Schüler wohnten in der Schule und trugen Uniform. 1991 wurde die Schule zur Höheren Schule für Seefahrt Klaipėda (Klaipėdos aukštesnioji jūreivystės mokykla, KAJM). 1998 wurde sie zur Abteilung der Klaipėdos universitetas. 2001 wurde diese von der Litauischen Regierung zum Schifffahrtskollegium Litauens reorganisiert, 2008 zur Seefahrthochschule Litauens (Lithuanian Maritime Academy) umbenannt.

## Absolventen
- Juozas Karvelis (1934–2018), Politiker, Seimas-Mitglied
- Simas Kudirka (1930–2023), Widerstandskämpfer gegen die sowjetische Okkupation Litauens
- Anicetas Lupeika (* 1936), Politiker, Bürgermeister und Ehrenbürger von Akmenė